# Порт-Бофорт (ПАР)
Порт-Беауфорт (англ. Port Beaufort) — населений пункт в районі Еден, Західна Капська провінція, ПАР.
Приморський курорт, на північному березі гирла річки Брід. Населений пункт було названо на честь Генрі Сомерсета, 5-го герцога Беауфорта, батька лорда Чарльза Сомерсета
Велику роль в житті міста зіграла торгова імперія Джозефа Баррі, який прийхав до Каптської колонії з Лондона в 1819 році. Він швидко  виявив, що можна організувати швидке транспортування товарів між Кейптауном і Оверберг У той час упряжка волів мала йти три тижні, щоб пройти шлях від Кейптауна до Свеллендаму. Негайно Баррі збудував гавань на північному березі Широкої річки, навколо якої і виник Порт-Беауфорт.
Судна, проходили повз піщаний берег в гирлі річки, проходили далі 40 км до селища Малхас, де Баррі також побудував пристань. Після того, як багато суден потонули в гирлі річки разом з вантажем, Баррі побудував на шотландській судно верфі пароплав "Kadie" водотоннажністю 150 метричних тонн, який здійснив свій перший рейс 26 вересня 1859 року. Протягом наступних 6 років "Kadie" успішно здійснював рейси в гирлі річки, проте 17 листопада 1865 року налетів на каміння біля південного берега і потонув. Наступного року імперію Баррі спіткав крах.  Будівництво залізниць зробило неактуальним пароплавство.
B.P.J. Erasmus. Op Pad in Suid-Afrika. — 1995. — ISBN 1-86842-026-4.
| Прапор ПАР | Це незавершена стаття про Південно-Африканську Республіку. Ви можете допомогти проєкту, виправивши або дописавши її. |

34°23′ пд. ш. 20°50′ сх. д. / 34.383° пд. ш. 20.833° сх. д.
1. 1 2 3  Main Place Port Beaufort. Census 2011.
2. ↑  Raper, R.E. Dictionary  топонімів південної Африки. Human Sciences Research Council (Південна Африка).